# Siratus cailleti
Siratus cailleti är en snäckart som först beskrevs av Petit de la Saussaye 1856.  Siratus cailleti ingår i släktet Siratus och familjen purpursnäckor. Inga underarter finns listade i Catalogue of Life.